# Kerstin Nerbe
Kerstin Nerbe (under en tid Nerbe Samuelsson), född 29 april 1940 i Karlskrona amiralitetsförsamling i Blekinge län, är en svensk dirigent och tonsättare, som fick professors namn 2001. Kerstin Nerbe är klassiskt skolad pianist och har vidareutbildat sig till dirigent för bland andra Jorma Panula.

## Biografi
Kerstin Nerbe är dotter till dirigenten Lennart Nerbe och Ingrid Nilsson. Hon blev musikpedagog vid Kungliga Musikaliska Akademien (KMA) 1962, började som pianist vid Sveriges radio samma år och var repetitör på Operan. Tillsammans med Claes Fellbom grundade hon 1976 Folkoperan i Stockholm, där hon från starten varit dirigent och musikalisk ledare. Hon har dirigerat flera av Folkoperans produktioner, bland annat Aida, La traviata, Rigoletto, Figaros bröllop, Rhenguldet, Kärleken till de tre apelsinerna, Mitt hjärta brister och Zarah. Nerbe var Folkoperans musikaliska ledare och chefsdirigent sedan start fram till 2008, då hon gick i pension. Hon står även för de musikaliska arrangemangen till Fellboms filmatiseringar av operorna Carmen och Aida.
Nerbe har utöver andra kompositioner tonsatt två barnoperor: Det ﬁnns ingen krokodil under min säng, har jag sagt och Mumien vaknar. År 2000 uruppfördes hennes första större musikdramatiska verk, Stjärndamm, med text av Tua Forsström i ett samarbete mellan Folkoperan och Sörmlands musik & teater.
Kerstin Nerbe har varit gästdirigent i bland annat Tyskland, Storbritannien, Australien och USA. I Australien var hon den första kvinnliga dirigenten någonsin. År 2002 dirigerade hon Mahlers Das Lied von der Erde i Hongkong med Hongkongs Filharmoniska Orkester. År 1998 tilldelades hon Natur & Kulturs kulturpris tillsammans med Claes Fellbom. Hon är också aktiv i organisationen KUPP!/Kvinnor Upp På Pulten för kvinnliga dirigenter i Sverige.
Sedan 2008 utdelas årligen i samverkan med Folkoperan Kerstin Nerbe-stipendiet på 30 000 kronor till personer, som gjort betydande insatser på Folkoperan.
Hon var gift med Bengt Samuelsson 1960–1977 och med Claes Fellbom 1981–2000. Tillsammans med Claes Fellbom har hon sonen Linus Fellbom, ljusdesigner och regissör och från det tidigare äktenskapet med kyrkoherden Bengt Samuelsson har hon tre söner: sångaren Jakob Samuel, aktören och sångaren Jonas Nerbe och slagverkaren Tobias Samuelsson. Hon är farmor till Cornelia Jakobs, som vann Melodifestivalen 2022.

## Priser och utmärkelser
- 1991 – Medaljen för tonkonstens främjande
- 1996 – Magnoliapriset
- 1998 – Natur & Kulturs kulturpris
- 2001 – Professors namn

## Verk
Musikdramatik
- 1983 – Det finns ingen krokodil under min säng, har jag sagt
- 1985 – Mumien vaknar
- 2000 – Stjärndamm

Arrangemang
- 1983 – Carmen
- 1987 – Aida

## Filmografi
- 1983 – Carmen
- 1983 – Två killar och en tjej
- 1987 – Dirigenterna
- 1987 – Aida